# Iglesia de la Purísima Concepción (Toga)
La iglesia parroquial de la Purísima Concepción de Toga, en la comarca del Alto Mijares, es un lugar de culto declarado, de manera genérica, Bien de Relevancia Local, según la Disposición Adicional Quinta de la Ley 5/2007, de 9 de febrero, de la Generalitat, de modificación de la Ley 4/1998, de 11 de junio, del Patrimonio Cultural Valenciano (DOCV Núm. 5.449 / 13/02/2007), con código autonómico: 12.08.113-003.
No se tiene prácticamente documentación sobre la construcción de la iglesia parroquial dedicada a la Inmaculada Concepción, y lo único que se puede asegurar con cierta seguridad es que fue construido en el año 1886, ya que esta fecha está grabada en una pieza pétrea trabajada, ubicada en la fachada principal del templo.
El templo sigue los cánones del estilo corintio o barroco desornamentado.
Pertenece al arciprestazgo 9, de “Nuestra Señora de la Esperanza” de Onda (Castellón), dentro de la Diócesis de Segorbe-Castellón.